# First Take
First Take — дебютный студийный альбом американской певицы Роберты Флэк, выпущенный в 1969 году на лейбле Atlantic Records. Продюсером альбома стал Джоэл Дорн.
Музыкальный критик Колин Ларкин поместил First Take в свою книгу «1000 лучших альбомов всех времён» на 43-е место в категории «50 лучших соул-альбомов».

## Об альбоме
С альбома в 1969 году был выпущен один сингл «Compared to What». В 1972 году Клинт Иствуд использовал в своём фильме «Сыграй мне перед смертью» песню «The First Time Ever I Saw Your Face», которая стала крайне популярной и была выпущена как сингл. В том же году пластинка заняла первое место в чартах Billboard Top LPs и Top Soul Albums.

## Список композиций
| №  | Название                 | Автор(ы)                                     | Длительность |
| -- | ------------------------ | -------------------------------------------- | ------------ |
| 1. | «Compared to What»       | Джин Макдэниелс                              | 5:16         |
| 2. | «Angelitos Negros»       | Андрес Элой Бланко, Мануэль Альварес Мацисте | 6:56         |
| 3. | «Our Ages or Our Hearts» | Роберт Айрес, Донни Хатауэй                  | 6:09         |
| 4. | «I Told Jesus»           | народная                                     | 6:09         |

| №  | Название                              | Автор(ы)                    | Длительность |
| -- | ------------------------------------- | --------------------------- | ------------ |
| 1. | «Hey, That’s No Way to Say Goodbye»   | Леонард Коэн                | 4:08         |
| 2. | «The First Time Ever I Saw Your Face» | Юэн Макколл                 | 5:22         |
| 3. | «Tryin’ Times»                        | Донни Хатауэй, Лерой Хастон | 5:08         |
| 4. | «Ballad of the Sad Young Men»         | Фрэн Ландсман, Томми Вульф  | 7:00         |

## Позиции в хит-парадах
| Хит-парад (1969/1972)                  | Высшая позиция |
| -------------------------------------- | -------------- |
| Австралия (Kent Music Report)          | 9              |
| Канада (RPM Top Albums/CDs)            | 4              |
| Норвегия (VG-lista)                    | 17             |
| Великобритания (UK Albums Chart)       | 47             |
| США (Billboard 200)                    | 1              |
| США (Billboard Top R&B/Hip-Hop Albums) | 1              |
| США (Billboard Top Jazz Albums)        | 3              |

## Сертификации и продажи
| Регион | Сертификация | Продажи    |
| --- | ------------ | ---------- |
| Канада (Music Canada) | Золотой      | 50 000^    |
| США (RIAA) | Платиновый   | 1 000 000^ |
| * Данные о продажах приведены только на основе сертификации. ^ Данные о тиражах приведены только на основе сертификации. |              |            |